# Тоні Драго
То́ні Дра́го (англ. Tony Drago,нар.22 вересня 1965) — мальтійський професіональний гравець в снукер та пул. Фіналіст турніру Rothmans Gran-Prix 1994 і 1996 рр.. та чвертьфіналіст чемпіонату світу 1988, на даний момент він вважається найуспішнішим спортсменом Мальти.

## Кар'єра

### Юніорська кар'єра
Вік Харріс, професійний гравець і людина, що відкрив талант Стіва Девіса, виявився першим, хто помітив талант юного Драго, коли той переміг на національному любительському чемпіонаті. Слідом за цим успіхом на іншому аматорському турнірі — чемпіонаті світу — мальтієць зробив рекордний брейк — 132 очка. Хоча на тому змаганні він дійшов тільки до чвертьфіналу, в сукупності ці два виступи дали право потрапити йому до мейн-туру на наступний рік. Драго не був першим професійним снукеристом з Мальти — в 1983 Пол Міфсуд також грав у мейн-турі, але не добився серйозних результатів і вже через рік повернувся на аматорський рівень.

### Початок і пік кар'єри
У своєму першому сезоні в ранзі професіонала Тоні Драго зумів дійти до 1/8 фіналу на Гран-прі і до 1/16 на чемпіонаті Великої Британії. Незважаючи на порівняно невдалі виступи на інших турнірах, він зайняв 37 позицію в світовому рейтингу. Наступний сезон був майже таким же, але чвертьфінал на чемпіонаті Британії дозволив Драго увійти в Топ-32. А найкращим досягненням мальтійця в сезоні 1987/88 став чвертьфінал чемпіонат світу. Тоді він переміг екс-чемпіонів турніру: Алекса Хіггінса та Денніса Тейлора, перш ніж поступився майбутньому переможцю — Стіву Девісу. Завдяки цьому і виходу в 1/8 фіналу на Гран-прі, Тоні піднявся до 20 місця. Варто відзначити ще одне досягнення Драго — в тому році він встановив рекорд, вигравши у Денні Фаулера партію за три хвилини — наочний показник швидкості його гри.
Однак за цим пішов провальний сезон 1988/89, в якому він лише кілька разів доходив до 1/16 фіналу рейтингових змагань. Як результат — його рейтинг впав до 30-го.
Мабуть, п'ятий за рахунком сезон (1989/90) став свого роду «стабілізуючим» для Тоні, причому на досить великий термін — 9 років. Протягом цього періоду він був постійним учасником основних стадій всіх турнірів. Тоді ж до Драго прийшли самі запам'ятовуються і значущі перемоги не тільки в його кар'єрі, а й в історії всього сучасного снукеру. Одним з таких матчів став поєдинок чемпіонату Великої Британії 1996 року проти Джона Хіггінса — тоді «Торнадо» зробив найшвидший сотенний брейк за всю історію снукера (3 хвилини 31 секунда). А в 1992 році мальтієць зробив найшвидший розгром у матчі до 5 перемог (34 хвилини) — подія відбулася на міні-рейтинговому турнірі Strachan Challenge. Суперником Драго по тому матчу був Шон Лонеган. Ще один пам'ятний поєдинок відбувся в 1996 році на чемпіонаті світу, коли Тоні і «Ракета» — Ронні О'Салліван зіграли матч до 13 перемог за 167 хвилин і 33 секунди. Суперники розіграли 17 фреймів (13:4 на користь О'Саллівана) швидше, ніж за 10 хвилин кожен.
А ось вигравати змагання у Тоні не виходило. Єдиною перемогою на рейтинговому турнірі став виграш Strachan Challenge 1993 року. Хоча Драго цілком міг виграти набагато більше титулів, його характер і те, як він сприймав невдачі, не дозволили йому стати провідним снукеристом того часу. Тим не менше, йому вдалося побувати в кількох фіналах великих турнірів. Найкращим для Драго вийшов фінал у його «домашньому» змаганні, Гран-прі Мальти, коли він і його суперник, Джон Перрот, розіграли контрову партію. Але й там сильнішим виявився Перрот. Серед інших матчів можна виділити фінали того ж Гран-прі Мальти, тільки 1996 року; World Masters 1991-го (тоді за фінал Драго заробив 70 000 фунтів стерлінгів) та International Open 1997, коли він програв Стівену Хендрі, 1:9. Найвище рейтингове досягнення Тоні сталося у 1998 році, коли він посів 10-е місце.

### Подальша кар'єра (1999— теперішній час)
Але наприкінці 90-х і без того не надто стабільна гра Тоні стала поступово погіршуватися. Хоча він зробив 147 в 2002 році, його удари перестали бути одночасно точними і швидкими, що і призвело до зниження в рейтингу, і в 2004 мальтієць випав з Топ-16. А після півфіналу на мальтійською турнірі — European Open 2004 — якість гри Тоні різко знизилася, і через кілька років пішов на виліт з Топ-32. За підсумками сезону 2007/08 відомий снукерист покинув мейн-тур і наступний сезон грав у серії турнірів PIOS.
За підсумками сезону 2008/09 Тоні Драго повернувся в мейн-тур завдяки перемозі над Роєм Столком в фіналі EBSA European Play Offs, але йому не вдалося пройти кваліфікацію на перші турніри сезону. 
 У кваліфікації до чемпіонату Великої Британії Драго зробив 2 сенчурі-брейки, що дозволило йому увійти в список снукеристів, що зробили 100 і більше сенчурі-брейків. На це йому знадобилося 25 сезонів, що на 6 перевищило попередній «антирекорд» Віллі Торна.
Драго, почавши з першого раунду кваліфікації до відкритого чемпіонату Уельсу 2010, вийшов в основний турнір. Всі свої матчі він закінчував набагато раніше за інших, виправдовуючи своє прізвисько — «Торнадо». Незважаючи на те, що в 1/16 фіналу мальтієць програв місцевому гравцеві Раяну Дею, цей успіх дозволив Драго зміцнити свої позиції в мейн-турі. Також Тоні зумів пройти кваліфікацію і на наступний турнір, а за підсумками сезону 2009/10 він зайняв 54 місце в рейтингу.
Драго продовжує успішно грати і в інші види більярду, зокрема, в пул. У цій грі він перебуває в професіоналах з 2000 року, і з того часу домігся значних успіхів: одним з них є перемога на Mosconi Cup 2007 року.

## Рекорди
Драго належать деякі рекорди в снукері — такі, як найшвидший сенчурі-брейк (3 хв 31 сек, відео [Архівовано 2 травня 2012 у Wayback Machine.]), брейк понад 147 очок (точніше — 149) і найшвидша перемога як в партії, так і в матчі до 5 і 9 перемог (34 хвилини, Strachan Challenge-1993 і чемпіонат Великої Британії 1990 проти Джо О'Бої). Брейком, занесеним до книги рекордів Гіннеса, є серія Драго в 149 очок, яку він виконав у Західному Норвуді, Велика Британія, у 1998 рік. В тому матчі Драго в позиції снукеру вибрав коричневу кулю як вільну і заробив додаткове очко. Потім він знову забив коричневу, отримавши ще 4 очка, 13 червоних з 13-ма чорними, червону з рожевою, червону з синьою і далі всі кольорові кулі. Брейк мальтійця, був зафіксований на неофіційному турнірі і не входить в число офіційних брейків, які зробили професіонали.

## Досягнення в кар'єрі
| - Чемпіонат світу чвертьфінал — 1988 - British Open фіналіст — 1991 - World Masters фіналіст — 1991 - Scottish Masters фіналіст — 1992 - Strachan Challenge чемпіон — 1993 - Guangzhou Masters (запрошення) чемпіон — 1996 - International Open фіналіст — 1997 | - Чемпіонат світу («десятка») переможець — 2008 - Чемпіонат світу («дев'ятка») півфінал — 2003 - Mosconi Cup чемпіон — 2007, 2008 - Чемпіонат Європи («вісімка») фіналіст — 2007 - World Pool Masters чемпіон — 2003 - Відкритий чемпіонат Франції переможець — Євротур-2008 |

## Місця в світовій табелі про ранги
| Сезон                       | Місце |
| --------------------------- | ----- |
| 1985/86                     | Дебют |
| 1986/87                     | 37    |
| 1987/88                     | 32    |
| 1988/89                     | 20    |
| 1989/90                     | 30    |
| 1990/91                     | 30    |
| 1991/92                     | 22    |
| 1992/93                     | 24    |
| 1993/94                     | 20    |
| 1994/95                     | 16    |
| 1995/96                     | 14    |
| 1996/97                     | 15    |
| 1997/98                     | 11    |
| 1998/99                     | 10    |
| 1999/00                     | 20    |
| 2000/01                     | 26    |
| 2001/02                     | 29    |
| 2002/03                     | 28    |
| 2003/04                     | 24    |
| 2004/05                     | 22    |
| 2005/06                     | 36    |
| 2006/07                     | 51    |
| 2007/08                     | 68    |
| 2008/09                     | -     |
| 2009/10                     | -     |
| 2010/11                     | 54    |
| 2010/11. 1-й перерахунок    | 51    |
| 2010/11. 2-й перерахунок    | 46    |
| 2010/11. Третій перерахунок | 42    |
| 2011/12                     | 46    |
| 2011/12. 1-й перерахунок    | 51    |
| 2011/12. 2-й перерахунок    | 54    |
| 2011/12. Третій перерахунок | 57    |